# 奥山儀八郎
奥山 儀八郎（おくやま ぎはちろう、1907年（明治40年）2月17日 - 1981年（昭和56年）10月1日）は、日本の木版画家。山形県出身。主に商業広告版画・創作版画を手がけた。広告版画のパイオニア。

## 来歴

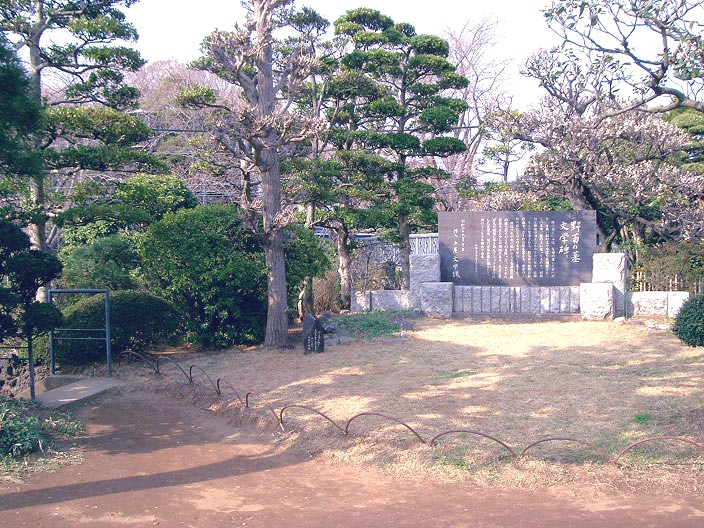
儀八郎が尽力して建てられた野菊の墓文学碑

1907年山形県西村山郡寒河江町（現・寒河江市）に生まれる。子供の頃から木版画に親しみを持ち、1928年に日本創作版画協会展に初入選を果たした。同年その技量を買われて日本毛織宣伝部の広告作家として数々の商業広告を手がけ、後に大高重治とともにニッカウヰスキーのポスター・ウイスキーラベルのデザインも木版画で制作した。1936年に浮世絵研究家の石井研堂に師事し、伝統的技法の復興に注力した。また、自らのコーヒー好きが高じて歴史等を研究しコーヒーの多様な呼び方を表した木版画「かうひい異名熟字一覧」を制作した。
金田信武の株式会社金田商店の代表的作家として活躍した後、1949年から1952年、千代田区神田小川町で自ら日本版画研究所を運営し、新版画といわれる浮世絵と同様の彫師、摺師による分業制作の木版画を創り始める。1954年には千葉県松戸市下矢切に自宅と工房を開設、奥山儀八郎版画工房と称して、住居周辺を題材にした作品を制作した。 1965年には伊藤左千夫の小説を記念にした野菊の墓文学碑を自宅近くの西蓮寺に建てることの発起人となった。西連寺の一室には彼の版画が10数点展示されている。1981年10月に74歳で死去、息子の奥山儀人が奥山版画工房を継いでいる。1998年遺族がイギリス王室のビクトリア・アンド・アルバート美術館から依頼を受け、ニッケのポスターを出展した。

## 作品

### 木版画
- 左傾直立 1928年
- ニッケ丸ビル角日本毛織ショールーム 1931年
- ニッケ夏服地 1937年
- ニッケ水泳着 1938年
- 本邦に於ける本格的ウヰスキーの開宗たる竹鶴政孝先生之像 1939年
- 帝国議事堂 1941年
- かうひい異名熟字一覧 1942年
- 東京日本橋 1942年
- 三田慶応義塾 1942年
- よろひばし 1942年
- ニッカウヰスキー蒸溜工場 1943年
- 能登新七尾八景 和倉渡月橋より御便殿を拝す 1943年
- 能登新七尾八景 赤浦潟の夕照 1943年
- 絵本 アンデルセンのおやゆび姫 1947年
- 暁の河口湖 1948年
- 第十回黒船祭 1949年
- 野沢町から 浅間山麓の農家 1954年
- 化研霊安室　生と死と 1955年
- 栗山水道塔 1955年
- Edogawa 江戸川松戸岸 1956年
- 豆明月 1969年
- 浅間牧場 1969年
- 南軽の浅間山 雲 1970年
- 矢切の渡し雪中 1972年
- ユーカリ樹とコアラベア 1973年
- 早春矢切の渡し 1976年
- 野分 制作年不明
- 丸ビル商店連合会 春の売出し 制作年不明
- 房州の花 制作年不明

### リノリウム版画
- 中元大売出 丸ビル商店連合会 1929年
- ニッケ春の服地 メリヤス・靴下 1929年
- ニッケハーフメイド白ズボン 1930年
- ニッケ靴下 制作年不明
- ニッケ背広とオーバー 制作年不明
- NIKKE背広服 制作年不明

## 著書
- 珈琲遍歴 四季社 1957年 
  - 再版 旭屋出版 1974年・1984年
- コーヒーの歴史 紀伊國屋書店 1965年
  - 日本の珈琲 講談社学術文庫 2022年
- 矢切の左千夫 松戸市観光協会野菊の墓文学碑保存会 1966年
- 日本の木版画 - その伝統の流れ 慶友社 1977年

## 個展
- 1929年 「儀八・丸の内風景個人展」日本毛織ショールーム内・NIKKE画廊
- 1934年 広告版画個展 銀座・伊東屋
- 1976年 「奥山儀八郎版画展」銀座 ロイヤルサロンギンザ[2]
- 1993年3月12日 - 30日 「奥山儀八郎展-昭和モダニズムの異才-」朝日新聞社主催 東京有楽町マリオン[2]
- 1999年8月1日 - 9月23日「創造と伝統の木版画家-奥山儀八郎展」松戸市教育委員会、松戸市文化振興財団主催 松戸市立博物館[2]
- 2014年1月18日 - 2月23日「松戸のたからもの 奥山儀八郎の版画展」松戸市戸定歴史館[3]